# 호소타니 이치로
호소타니 이치로(일본어: 細谷 一郎, 1946년 1월 21일 ~ )는 일본의 전 축구 선수이다.

## 국가대표팀 경력
그는 1978년 메르데카 국제축구대회에 참가할 일본 국가대표팀에 발탁되었으며, 7월 13일 이라크와의 경기에서 데뷔했다. 그는 국제 A매치 통산 4경기에 출전, 1득점을 넣었다.

## 통계
| 일본 | 일본 | 일본 |
| 연도 | 출전 | 득점 |
| ---- | ---- | ---- |
| 1978 | 4    | 1    |
| 통산 | 4    | 1    |